# Chicago American
Chicago American или Чикаго Америкэн — дневная газета, издававшеяся в Чикаго под разными названиями до 1974 года.

## История
Первый номер газеты вышел 4 июля 1900 года под названием Hearst’s Chicago American. Она стала Morning American в 1902 году с появлением дневного издания. Утренние и воскресные газеты были переименованы в Examiner в 1904 году. Джеймс Кили купил Chicago Record-Herald и Chicago Inter Ocean в 1914 году, объединив их в единую газету, известную как Herald. Уильям Рэндольф Херст купил газету у Кили в 1918 году.
Газета присоединилась к Ассошиэйтед Пресс 31 октября 1932 г.
Под давлением своих кредиторов Херст объединил American и Herald-Examiner в 1939 году. Она продолжала работать как Chicago Herald-American до 1953 года, когда она стала Chicago American. В 1956 году газета была куплена Chicago Tribune, а в 1959 году она была переименован в Chicago’s American.